# Seznam angleških dirigentov
Seznam angleških dirigentov.

## A
- Thomas Adès

## B
- John Barbirolli
- Thomas Beecham
- Adrian Boult
- Havergal Brian
- Benjamin Britten

## C
- Harry Christophers

## D
- Peter Maxwell Davies
- Andrew Davis
- Colin Davis
- Gaetan Le Divelec

## E
- Mark Elder

## G
- Sir John Eliot Gardiner
- Edward Gardner
- Ron Goodwin

## H
- Daniel Harding (1975)
- Richard Hickox
- Christopher Hogwood (1941-2014)

## M
- Mantovani
- Andrew Manze
- Neville Marriner
- Wayne Marshall

## O
- Alexander Owen

## P
- Antonio Pappano
- Owain Park
- Trevor Pinnock

## R
- Simon Rattle
- William Rimmer

## S
- Malcolm Sargent
- Frank Edwin Shipway
- Leopold Stokowski

## T
- Jeffrey Tate

## W
- Mark Wigglesworth
- Ralph Vaughan Williams
- Henry Wood